# Le petit Bec
Le petit Bec est un spot de surf français situé en Charente-Maritime dans la commune des Portes en Ré sur la côte nord de l'Île de Ré. Il fait partie des Spots de surf de l’île de Ré.
La côte nord à l'ouest de l'Île de Ré, la pointe du Lizay, sur cette plage trois spot de surf : Diamond Head, le petit Bec, le Lizay.

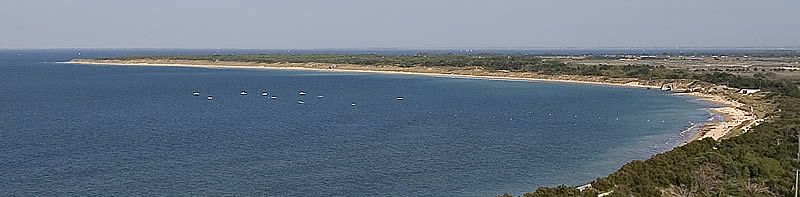
Pointe Lizay à l'île de Ré